# Acetyl-CoA

Strukturformel för Acetyl-CoA

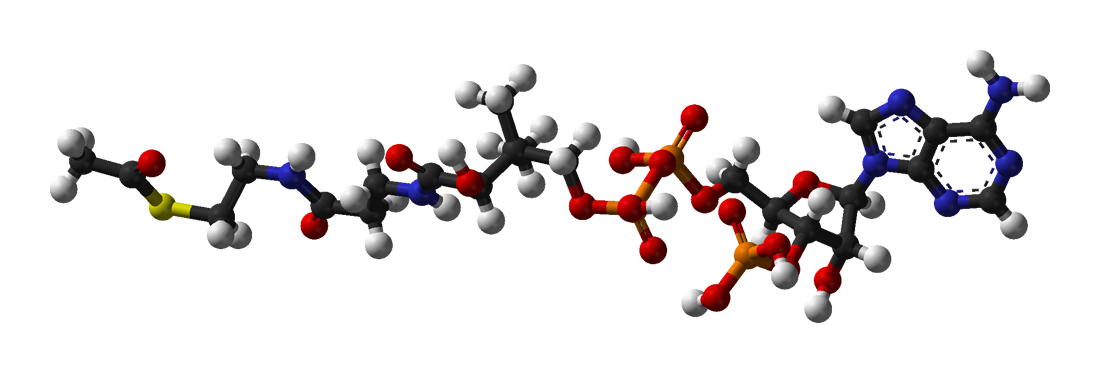
Molekylmodell

Acetyl-CoA eller acetyl-koenzym A är ett ämne som består av en acetylgrupp och koenzym A. Det är en viktig mellanprodukt i cellens ämnesomsättning. Det finns två källor till ämnet:
1. Fettsyror bryts ned i betaoxidationen till acetyl-CoA. Enkelt förklarat kan man säga att det krävs två kol från fettsyran för varje acetyl-CoA.
2. Glukos bryts ned till pyruvat i glykolysen. Pyruvat kan sedan omvandlas till acetyl-CoA genom pyruvatdehydrogenaskomplexet.

Ämnet går sedan vidare in i citronsyracykeln genom att bindas till oxalättiksyra. Finns det brist på oxalättiksyra skapar detta ett överskott av acetyl-CoA vilket i sin tur aktiverar ett enzym, pyruvatkarboxylas, som producerar oxalättiksyra från pyruvat.
```
CH
3

|
C=O
|
S-CoA
```

Observera att svavelatomen är en del av koenzym A.